# Cyrtandra olona
Cyrtandra olona är en tvåhjärtbladig växtart som beskrevs av Charles Noyes Forbes. Cyrtandra olona ingår i släktet Cyrtandra och familjen Gesneriaceae. Inga underarter finns listade i Catalogue of Life.